# インデペンデンス・デイ: リサージェンス
『インデペンデンス・デイ: リサージェンス』（原題: Independence Day: Resurgence）は、2016年のアメリカ合衆国のSF映画。配給は20世紀フォックス。
1996年の『インデペンデンス・デイ』の続編。監督は前作と同じローランド・エメリッヒが担当し、ビル・プルマン、ジャド・ハーシュ、ジェフ・ゴールドブラムなど、前作に出演した俳優陣の多くが出演するが、前作の主人公ヒラー大尉（演：ウィル・スミス）は、戦闘機のテスト飛行中に事故死したという設定で、本作には登場しない（理由は#製作を参照）。

## あらすじ
1996年に起こったエイリアンの侵略から約20年、勝利した人類は撃墜したエイリアンの船の残骸から彼らの技術の一部を吸収し、それを元にして人類文明は大幅な進歩を遂げた。新大統領の指揮の下、世界各国は団結して再度のエイリアンの攻撃に備えるための軍備編成にも着手、月をはじめとする太陽系の各惑星に前線基地を設営し、さらに反重力制御の戦闘機などの次世代兵器の開発と量産を推し進めた。
その最中、月で謎の出力異常が検知され、設置作業中の砲台が基地に落下しそうになるという事故が発生するが、新兵であるジェイクの活躍で事なきを得る。
一方、地球でも異変が起こっていた。20年前、アフリカ大陸に唯一完全な状態で着陸していたシティ・デストロイヤーが突然起動したことを受け、前大戦でエイリアンのテクノロジーの一端を解明して勝利に貢献したデイヴィッド・レヴィンソンらは、船から宇宙に向けてある信号が放たれていたことを突き止める。宇宙に存在するエイリアン軍の本隊へのSOS信号であり、その本隊が地球に接近していたのである。やがて土星付近に設営されていた基地からの交信が途絶え、間もなく月の上空に謎の巨大球体が出現し、大統領の命令により球体は破壊される。
来る2016年7月4日のアメリカ独立記念日、現大統領の演説が行われている中、デイヴィッドはジェイクと共に月面で破壊された球体の残骸を調査し、そのコアと思しき部位を発見するが、そこへ遂にエイリアン本隊の母船が地球圏に襲来する。母船は迎撃に出る月面基地を一瞬で破壊し、さらに衛星軌道上に設置されていた防衛システムも容易く突破して地球に降下、強力な反重力波を用いてロンドンをはじめとする大西洋沿岸の都市を次々と壊滅状態に追いやっていった。やがて母船は大西洋上に着水する。
エリア51に収容されていたエイリアン捕虜に対するホイットモアの再度の精神交感と母船のスキャニングの結果、エイリアンには彼らを統率する“女王”が存在することが判明する。一方、エイリアンらは母船から放つプラズマドリルで地球の核を貫くことで、彼らが利用するエネルギーを得ると共に、今度は地球そのものを滅ぼそうと目論んでいた。
女王を倒せば侵略者の侵攻を止められると考えた人類は奇しくも20年前と同じこの日に反撃作戦を実施し、ジェイクおよびスティーヴン・ヒラー大尉の息子であるディランらレガシー隊を含めた攻撃部隊が編成され、女王のいる母船への総攻撃が始められた。しかし、敵の技術力と軍事力は地球側の予想を遥かに上回っており、圧倒的な戦力差により攻撃部隊は壊滅、母船内に潜入したジェイクらも敵の罠に嵌って自機を失い母船に取り残されてしまう。エイリアンの攻撃は遂にアメリカ政府シェルターにまで及び、現大統領をはじめとする政府の主要閣僚も全員殺害されてしまった。
一方、かつての前線基地だったエリア51でデイヴィッドとオーキンがコアの解体を進めると中にはもう一つ小さな球体があり、さらにこの球体には、人類に向けてのメッセージが込められていた。この球体は以前にエイリアンの侵略を受けて文明を滅ぼされた他の異星人が送ったもので、球体は人類にレジスタンスの先頭に立つよう求める。球体のメッセージにはエイリアン側もこれを狙っているとあったが、デイヴィッドはこれを利用すればエイリアンの軍をうまく誘導できると考え、あえてその信号を敵母船に向けて発信する。
母船内ではジェイクとディランがエイリアンの歩兵に包囲され追い詰められていたが、エイリアン側がその信号をキャッチし、女王を含め歩兵達がその信号の発信源である防衛軍本部に向かって出撃したことで両者は難を逃れ、艦の警備が手薄になった隙に敵の戦闘機を奪って脱出する。デイヴィッドの読み通り防衛軍本部にはエイリアン軍の主力部隊が集結し、女王のいる司令船もまた前線に現れる。このチャンスにホイットモア自ら核弾頭搭載機に乗り込んで司令船に特攻をかけ、船を破壊したと思われたが、バリアで守られた女王は生きており自ら戦闘に立つ。
女王の猛攻に基地は追い込まれて行き、球体も奪われそうになるが、パトリシアの活躍で女王のバリアシステムは破壊され、そこにジェイクらの乗った戦闘機が駆けつけて女王を攻撃し、遂に女王を撃破する。女王が倒されたことでエイリアン軍は統制を失って機能不全に陥り、そのまま母船は地球を離れて撤退、人類は再び勝利した。
デイヴィッドはまた地球が攻撃を受けたら防ぎ切れるかと不安を持つが、オーキン博士は球体からの情報は非常に進んでおり、ワープ航法など未知のテクノロジーに満ちていると語る。今後はエイリアンの抵抗軍を率いて人類は侵略者達をおもいっきり叩き潰せると語った。

## 登場人物

### 主要人物
ジェイク・モリソン中尉
月面基地の輸送機『ムーンタグ』の操縦士。パトリシアの婚約者。前作の戦いで両親を失い孤児となった過去を持ち、相棒のチャーリーとは家族同然に育った。
かつてはパトリシア、ディランと共に戦闘機パイロットを志していたが、演習中にディラン機に接触、危うく死なせかけてしまったため、戦闘機パイロットへの道を断たれ、現在の任務に就いた。そのため、今日に至るまでディランとの仲は拗れてしまっている。また、パイロットとしての腕は確かであるが、先述の接触事故と普段の不真面目といえる言動や物腰故に、上官のジャンからは快く思われていない。しかし、物語中盤での反撃作戦にて、再び戦闘機の操縦桿を握ることになる。
しかし女王エイリアンの罠にはめられて墜落するが生還する。
最終決戦にてエイリアン戦闘機を奪い射撃手を担当した。そして、わだかまりを受け入れながらもディランと和解した。女王エイリアンをこの手で仕留め、遂に全人類は勝利した。
デイヴィッド・レヴィンソン
ESD（地球防衛司令部）部長として登場。前作、エイリアンの信号を解読し戦いに勝利するきっかけを作った。相変わらず飛ぶ事は苦手である様子。
アフリカにて、20年前の戦いで地上に着陸した唯一のシティ・デストロイヤーが突如起動したことを受け、調査に向かう。その結果、前作で母船が破壊された直後、宇宙に向けて救難信号が発せられていたことを突き止める。
前作の物語開始時点では優秀だが出世欲や野心とは無縁の人物であったが、今作ではエイリアンの脅威から地球を守るのに熱心な人物となっており、月で撃墜された謎の巨大球体の調査を大統領に要請するも、それを後回しにして7月4日の式典に出席するよう命じられたのにそれをすっぽかして、ジェイクの協力を得て月へと向かう程であったが、エイリアンの襲来によって式典の件で処罰されることは無くなり、自由に動けるようになった。
最終決戦にエリア51にて女王エイリアンのコアシップをシールド発生装置を設置の最中にスクールバスを運転していた。父ジュリアスと再会した。コアシップは破壊したが女王エイリアンはシールドを持っていてスクールバスを運転して逃げるが戦いの結末を最後まで見守った。
小説版にて、前作に登場したコニーとは一度復縁したものの死別してしまったことが語られている。
トーマス・ホイットモア
元合衆国大統領。現在はパトリシアの介護を受けながら自宅で療養している。
20年前にエイリアンのテレパシーを受けた影響で悪夢や幻覚に悩まされており、今回の襲撃をいち早く予知していた。
物語初盤では髭を生やしていたが終盤から髭を剃る。ムーンタグを操縦することに娘のパトリシアとの最後の会話を交わし地球と人類を守るために常温核融合爆弾で女王エイリアンの宇宙船ごと自爆し壮絶な戦死を遂げた。

ディラン・ヒラー大尉
前作の主要人物スティーヴン・ヒラーの息子。戦闘機のエースパイロットでレガシー飛行部隊の隊長を務める。
パトリシアとは現在も交友関係を結んでいるが、ジェイクとの確執は未だ続いている。
月面基地で偶然にジェイクと再会し、過去の遺恨が残っていた。しかし、エイリアン侵略の際に母親のジャスミンを目の前で亡くしてから消沈するがジェイクの励ましでレガシー飛行部隊の指揮を執るが女王エイリアンの罠にはめられて墜落するが生還した。
最終決戦にてエイリアン戦闘機を奪い操縦手を担当した。そして、わだかまりを受け入れながらもジェイクと和解した。女王エイリアンを仕留める際に父と同じように未知との遭遇と愚痴った。
パトリシア・ホイットモア中尉
トーマス・ホイットモアの娘であり、現在は大統領補佐官を務める。
かつてはジェイク、ディランと共に戦闘機パイロットを目指していたが、父親の体調の悪化によりパイロットの道を断念した。物語後半に父から「ホイットモア中尉」と呼ばれていることから、軍での最終階級は中尉である模様。
最終決戦にて戦闘機の操縦桿を握り父ホイットモアと最後の会話を交わし父の最後を見届け悲しみを振り払い女王エイリアンに総攻撃を行いエネルギーシールドを破壊するが撃墜されて生還した。それが勝利の突破口に繋がった。そしてジェイク達の戦いを見守り無事に再会した。

### 主要人物の仲間・家族
チャーリー・ミラー中尉
ムーンタグの操縦士で、ジェイクとは家族同然に育った相棒。彼もまた戦闘機パイロットを志していたが、ジェイクと共にいることを望み、月面基地での任務に就く。
月面基地を訪れたレガシー飛行部隊のレインに一目惚れする。
エイリアン侵略際に球体回収作業を行いエリア51に帰還した。再び戦闘機の操縦桿を握りることに女王エイリアン攻撃作戦に参加するが罠にはまり墜落するが生還した。
最終決戦ではエイリアン戦闘機を奪い射撃手を担当した。ジェイクと共に女王の弱点を貫いて勝利した。その後にレインにディナーを誘われた。
レイン・ラオ大尉
レガシー飛行部隊に所属する中国人パイロットで、月面基地司令官のジャンの姪。
エイリアン侵略の際に月面基地が攻撃を受けて叔父を失うがそのまま撤退を余儀なくされた。女王エイリアン攻撃作戦に参加するが罠にはまり墜落するが生還した。
最終決戦ではエイリアン戦闘機を奪い操縦手を担当した。ディラン達と共に立ち向かい勝利した。その後にチャーリーをディナーに誘った。
ジュリアス・レヴィンソン
デイヴィッド・レヴィンソンの父親。多忙な息子になかなか会えないことを愚痴っている。前作の戦いに関する自伝を執筆したが、ほとんど売れていない模様。ボートで釣りに出かけていた矢先、今回の襲撃に巻き込まれる。前作では車を安全運転する主義である様子が描かれたが、今作ではサムの車の運転を替わった後、「燃料の節約」という理由でゆっくりと走っていた。エリア51到着の前にスクールバスの子供達と出会い乗り換えて息子のデイヴィッドに再会を果たした。最終決戦では戦いの結末を息子と共に見守った。
ジャスミン・ダブロウ・ヒラー
亡きスティーヴン・ヒラーの妻でディランの実母。ストリッパーから医師に転身し、現在は病院の幹部を務める。
エイリアン侵略の際１人でも多くの患者を避難させようと奮闘するが、救援ヘリに乗り遅れて赤ん坊と母親と一緒に取り残されしまうが息子のディランが救援ヘリと共に駆けつけて赤ん坊と母親は救援ヘリに乗せたが間に合わず病院の崩壊に巻き込まれて死亡した。
キャサリン・マルソー
フランス人の精神科医。前作以降、エイリアンのテレパシーを受けた人々の後遺症について調査している。デイヴィッドとは浅からぬ縁があるが詳細は不明。ただ、互いの専門分野の違い故に意見が衝突する場面がある。エイリアンの侵略の際に母親がロンドンにいることをデイヴィッドに教えた。最終決戦では女王エイリアンの戦いをエリア51の司令部から見守った。
ディケンベ・ウンブトゥ
デイヴィッドが調査に訪れたアフリカの武装集団の長。二振りのマチェーテを武器に持つ。父親の跡を継いでまだ日が浅いが、20年前に母船が破壊された後も、その後10年に渡りエイリアンの残存部隊と地上戦を繰り広げたため、エイリアンとの戦い方を熟知している。
彼もまたエイリアンのテレパシーを受けた人間であり、彼らの影響を受けて幻覚を垣間見るようになった。また、それらのエイリアンの記号や言語を独自に解読、翻訳することができる。
最終決戦ではエリア51にてビームブラスターを手に取りローゼンバーグと共にエイリアンに戦いを挑み。エイリアン監房ではオーキン博士を助け、共に球体の防衛戦を挑み勝利し、生き残った。
フロイド・ローゼンバーグ
デイヴィッドの下に派遣された会計官。アフリカに調査に向かったデイヴィッドに同行し、そのままなし崩し的に事件に巻き込まれてしまう。
最終決戦ではエリア51にてビームブラスターを手に取りエイリアンに戦いを挑み。エイリアン監房ではオーキン博士を助け、共に球体の防戦戦を挑み共に生き残り、勝利した際にウンブドゥから、勇敢な戦士として褒め称えられた。

### その他の登場人物
エリザベス・ランフォード大統領
現合衆国女性大統領。7月4日の式典の最中、エイリアンの20年ぶりの襲撃に直面することとなり、以降はシャイアンマウンテンのシェルターより指揮を執る。しかし女王エイリアンの罠にはまり攻撃隊は大半を失い衛星も破壊された同時にエイリアンに攻撃を受けて殉職した。
ジョシュア・アダムズ将軍
今作において、エリア51より対エイリアン作戦の指揮を執るアメリカ軍の将軍。ランフォード大統領をはじめ主要閣僚が全員殉職した為、後半は大統領に就任し指揮を執る。
最終決戦にて世界各国にラジオで演説を行い地球の人々に一致団結させて、遂に女王エイリアンを打ち倒すことに成功した。ジェイク、ディラン、パトリシア、レイン、チャーリーの5人を英雄として称えた。
ブラキッシュ・オーキン博士
20年前はエリア51の研究チーフであった。
前作においてエイリアンのテレパシーを受けた影響で意識不明に陥っていたが、20年に及ぶ昏睡状態から覚醒する。テレパシーの後遺症で、エイリアンの持つ感情をある程度理解できる。
最終決戦では隔離室にて球体を調べ地球の科学力を越えた情報は非常進んだ兵器や未知の技術持つテクノロジーを持っていた。
ことに興奮するが女王エイリアンに場所が知られてしかも監房のエイリアン達が脱走しビームブラスターの攻撃をされるがウンブドゥとローゼンバーグに助けられるがアイザックス博士は撃たれてしまい致命傷になり自分がマフラーをプレゼントしていたことに気がついた。目の前で最後を見届けた。悲しみを振り払いビームブラスターを手に取り勇敢に立ち向かい勝利した。
ミルトン・アイザックス博士
前作でオーキンの助手を務め、マリリン・ホイットモアの手術も執刀した。興奮すると周囲が見えなくなるオーキンのストッパー役でもある。
最終決戦では隔離室で球体を調べようとするオーキン博士は地球の科学はまた進化するあまりに興奮するオーキンを落ち着かせようとするがエイリアンのビームブラスターの攻撃を受け致命傷となり最後にマフラーをプレゼントさせたの見届けながらオーキン博士の目の前で死亡した。
小説版では同性愛者であることが明かされており、20年間オーキンの回復を祈って彼の治療を続けていた。
ジャン・ラオ司令官
月面基地の司令官。規則違反を繰り返すジェイクたちに頭を痛めており、彼らを目の敵にしている。その一方、姪のレインには優しい叔父としての顔を見せる他、エイリアンの襲撃時には自分以外の職員を避難させる一面もある。
エイリアン侵略の際に月面基地でレーザーキャノンで攻撃するが太刀打ちできずに職員を脱出させるが、超巨大マザーシップのレーザーキャノンの攻撃で月面基地ごと破壊されて戦死した。
ウィリアム・グレイ元将軍
前作においてトーマスやデイヴィッドらと共に戦った、当時の合衆国統合参謀本部議長を務めていた海兵隊大将。7月4日の式典に妻と共に出席した。
かなりの高齢であるため若干耄碌しているが、それでもかつての盟友であるトーマスとは目礼を交わした。
サム
エイリアンの襲撃後、かなりくたびれたステーションワゴンで生存者を救出しながら安全な場所を探していた少女。襲撃によってボーイフレンドを失っている。気絶していたジュリアスを救出し、彼の案内でエリア51へと向かう。なお、無免許運転である。

### 地球外生命体
エイリアン
種族名が分からないため便宜上この名前で呼称。
前作から登場しているエイリアンで、他の惑星への侵略行為で糧を得ている。今作において、彼らは支配種である女王を群れの頂点とした真社会性動物のような体系を持つことが明らかになった。また、女王エイリアンを倒した場合、残りの従属種エイリアンは他の女王エイリアンの群れに統合されるため、前作で破壊したマザーシップ内にも女王が存在したのではないかとデイヴィッドは推測していた。
本体は小柄で脆弱だが、大型の地球外生物の体を加工したバイオ・メカニカルスーツに入り込んでいる。弱点は背中で、そこを攻撃されると活動が停止する。
残党エイリアン
20年前の戦いで現れたエイリアンで、エリア51で生き残りの数十体が捕虜となっている。前作でマザーシップが破壊されてからは、全員が直立不動の体勢のまま微動だにしていなかったが、今作の数日前から突如として興奮状態に陥り始めた。
また、20年前に唯一シティ・デストロイヤーが着陸し、掘削作業を行っていたアフリカでは、マザーシップ破壊後10年に渡り、ディケンベ・ウンブトゥの父親が率いる部族と地上戦を繰り広げていた。また、前作でマザーシップが破壊された直後、この部隊が宇宙に向けて救難信号を発していた。最終的にアフリカのエイリアンは全滅し、使用していた武器は父親の跡を継いだディケンベらに鹵獲された。
エイリアン（従属種）
今作において新たに地球に襲来してきたエイリアン。20年前のエイリアンに比べ、バイオ・メカニカルスーツが若干大型化している。使用している武器装備、戦闘機等、技術面においても進歩している。スーツを脱いだ本体の姿は前作の個体と同様。
女王エイリアン
今作で初登場したエイリアンの支配種。従属種とは比較にならないほどの巨体と複数の脚を持つ。専用のバイオ・メカニカルスーツも存在し、個人用のシールド発生装置も装備されている。テレパシーも強力で、作中では無数の戦闘機の操縦系統を操り自分の盾として利用したほか、トーマス・ホイットモアやオーキンら、エイリアンのテレパシーの後遺症を持つ人間にも影響を及ぼしている。
アフリカのシティ・デストロイヤーから発せられたSOSを受信、前作の群れの敗北を知る。さらに、敵視している球体型エイリアンが人類に干渉しようとしていることを知り、地球侵略に向けて動き出す。こちらも背中が弱点である。
球体
種族名が分からないため便宜上この名前で呼称。
今作で初登場した種族。かつては肉体を持っていたが、意識を球体型のマシンにアップロードし種族全体がバーチャルな存在に進化したと自ら語った。
エイリアンの襲撃を受け母星を失い、この個体だけが生き延びた。同じようにエイリアンの襲撃を受けた種族たちを秘密裏に集めたレジスタンスを結成しており、エイリアン達からは存在を危険視されている。唯一エイリアンを撃退した地球人に興味を示すと同時に今回の女王の襲撃を察知、人類に警告するために月面基地に現れるが、襲撃と誤解され撃墜されてしまう。その後、デイヴィッドらによってエリア51で再起動、これまでの経緯を説明した。
地球人の言語を瞬時に理解する知能の高さを持つが、やや地球人を見下しているような言動をする。
しかし女王エイリアンに捕まりディラン達の攻撃を受けて弱点を突かれて倒した際に球体は、女王エイリアンの手を離れたことによって地球人は、素晴らしい種族として心から見直した。

## キャスト
※括弧内は日本語吹替。

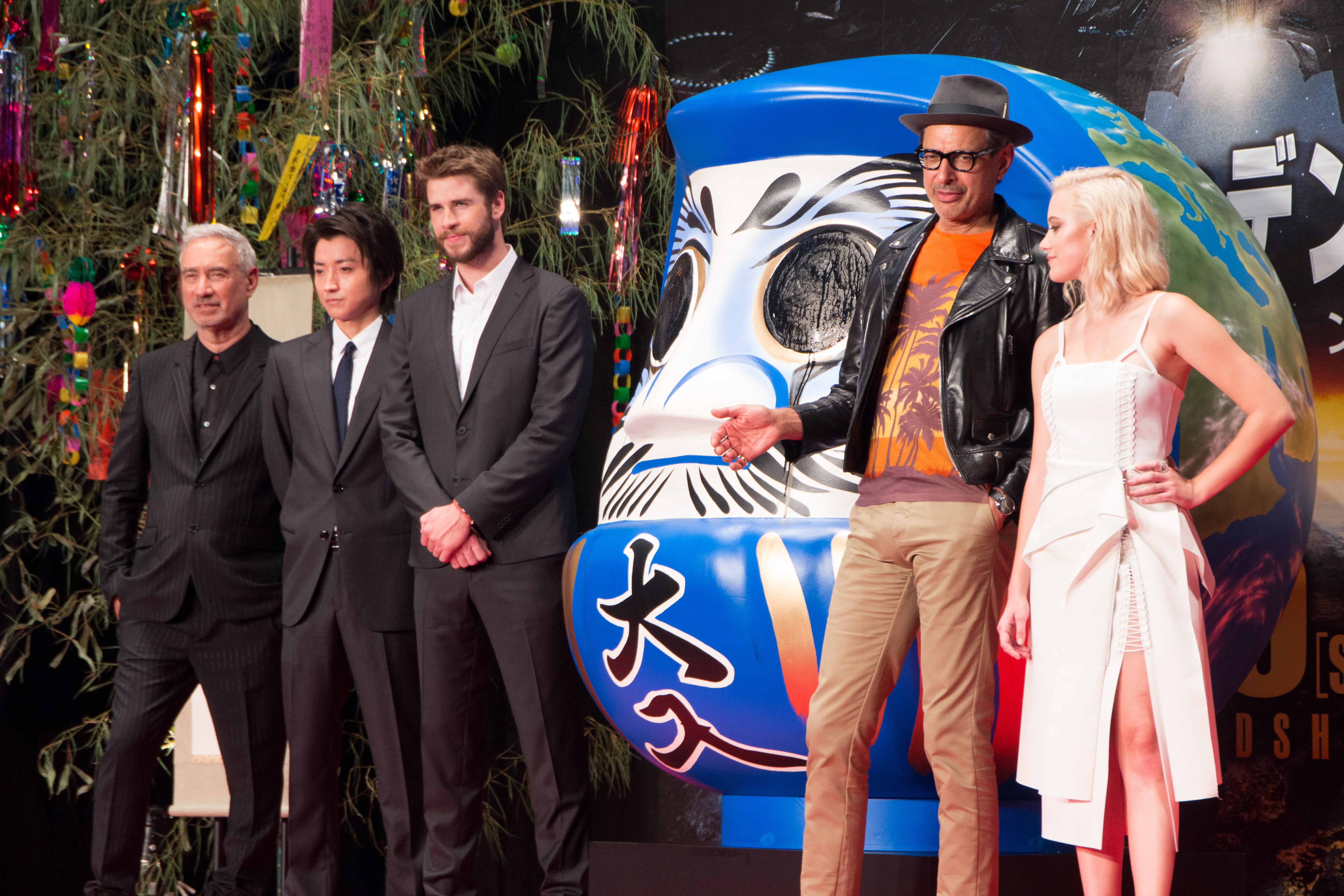
ジャパン・プレミアでの監督・キャスト・日本語吹替キャスト（左からローランド・エメリッヒ、藤原竜也、リアム・ヘムズワース、ジェフ・ゴールドブラム、マイカ・モンロー）

- ジェイク・モリソン中尉 - リアム・ヘムズワース（藤原竜也[6]）
- デイヴィッド・レヴィンソンESD部長 - ジェフ・ゴールドブラム（大塚芳忠）
- ディラン・ヒラー大尉 - ジェシー・アッシャー（前野智昭）
- トーマス・J・ホイットモア元合衆国大統領 - ビル・プルマン（安原義人）
- パトリシア・ホイットモア - マイカ・モンロー（坂本真綾）
- ランフォード合衆国大統領 - セーラ・ウォード（山口由里子）
- ジョシュア・T・アダムズ将軍(大統領) - ウィリアム・フィクナー（立木文彦）
- ジュリアス・レヴィンソン - ジャド・ハーシュ（清川元夢[注釈 1]）
- ブラキッシュ・オーキン博士 - ブレント・スパイナー（掛川裕彦）
- タナー国防長官 - パトリック・セント・エスプリト（英語版）（蜂須賀智隆）
- ジャスミン・ヒラー - ヴィヴィカ・A・フォックス（渡辺美佐）
- レイン・ラオ大尉 - アンジェラベイビー（小松未可子）
- キャサリン・マルソー - シャルロット・ゲンズブール（林原めぐみ）
- ディケンベ・ウンブトゥ - デオビア・オパレイ（英語版）（乃村健次）
- フロイド・ローゼンバーグ - ニコラス・ライト（松本忍）
- チャーリー・ミラー中尉 - トラヴィス・トープ（英語版）（石田彰）
- ジャン司令官 - チン・ハン（上田燿司）
- トラヴィス護衛官 - ベンガ・アキナベ（白熊寛嗣）
- グレイ将軍 - ロバート・ロッジア
- アイザックス博士 - ジョン・ストーレー（星野充昭）
- サム - ジョーイ・キング（潘めぐみ）
- 球体の声 - ジェナ・パーディ（御沓優子）
- デイヴィッドのアシスタント - ライアン・カートライト

## 日本語版スタッフ
- 翻訳 - 前田美由紀
- 演出 - 打越領一
- 調整・ダビングミキサー - 菊池悟史
- 録音 - 板垣良美
- 録音スタジオ - ACスタジオ
- 日本語版制作 - ACクリエイト株式会社
- ダビングスタジオ - 東京テレビセンター

## 製作
企画は2011年に20世紀フォックスから発表された。この時点では監督のローランド・エメリッヒや前作主演のウィル・スミスの参加については未定だったが、2012年にはエメリッヒの参加が決定した。2013年にはホイットモア元合衆国大統領役のビル・プルマンが撮影に2014年から入る予定であることや、エメリッヒが前作から20年後の世界が舞台であることをそれぞれ告白している。
前述したようにスミスは出演しないが、これについてエメリッヒは「彼は有名すぎるし、ギャラが高すぎる」との理由を挙げており、スミスも「（続編が）公開されたら、泣きながら観ると思う。僕のキャラクターの死を知ったときは、とてもつらかったよ」との感想を述べているほか、エメリッヒとは続編制作について話し合っていたという。なお、本作の撮影期間にスミスは同年公開の『スーサイド・スクワッド』に出演していた。
なお、企画当初は2部構成と発表されていたが、エメリッヒは「彼ら（20世紀フォックス）は最初に1作だけ作ることに決めたと思うよ」と、2部構成の実現には成績が必要であることを述べている。

## 評価
レビュー・アグリゲーターのRotten Tomatoesでは231件のレビューで支持率は29%、平均点は4.30/10となった。Metacriticでは40件のレビューを基に加重平均値が32/100となった。
低評価・興行的な失敗に対して、後に監督のローランド・エメリッヒは「僕は『インデペンデンス・デイ: リサージェンス』を作るのをやめるべきだった。なぜなら、僕たちの手にはずっといい脚本（＝ウィル演じるヒラー大尉をメインに据えたバージョン）があったんだ。だが、ものすごく急いで別の脚本を形にしないといけなくなった」「僕はただ『ノー』と言うべきだった」と製作を後悔していることを語った。

## 備考
- コラボレーションとして、アニメ『機動戦士ガンダムUC』との共演を果たしたポスターが公開された[16]。

## ノベライズ
リンダパブリッシャーズより、2016年6月21日に2作品が同時出版されている。
インデペンデンス・デイ：クルーシブル 胎動/1947-2016
前作の戦いから今作まで、作中世界の20年間の出来事を描いた前日譚。ISBN 978-4-19-864191-7
インデペンデンス・デイ：リサージェンス 試練/2016
今作のノベライズ。作中のストーリーに添い、登場人物の心内描写や映画本編では詳しく描かれなかった設定にも触れられている。また、スティーヴンやコニーなど、今作に登場していない人物の顛末についても描かれている。ISBN 978-4-19-864192-4

## テレビ放送
| 回数 | テレビ局   | 番組名（放送枠名） | 放送日              | 放送時間                  | 放送分数 | 視聴率 | 備考 | 出典                 |
| ---- | ---------- | ------------------ | ------------------- | ------------------------- | -------- | ------ | --- | -------------------- |
| 1    | フジテレビ | 土曜プレミアム     | 2020年3月21日（土） | 22:00 - 24:10（日曜0:10） | 130分    | 7.7％  | 地上波初放送。解説ナレーター：バッキー木場。 『緊急生放送! FNS音楽特別番組 春は必ず来る』放送のため、放送枠を通常枠より60分繰り下げ。 | [ 18 ] [ 19 ] [ 20 ] |

- 視聴率はビデオリサーチ調べ、関東地区・世帯・リアルタイム。